# Tanga (huyện)
Tanga là một huyện thuộc vùng Tanga, Tanzania. Thủ phủ của huyện Tanga đóng tại Tanga. Huyện Tanga có diện tích 474 ki lô mét vuông. Đến thời điểm điều tra dân số ngày 25 tháng 8 năm 2002, huyện Tanga có dân số 242640 người.